# PREMIS (PREservation Metadata Implementation Strategies)
PREMIS son las siglas que corresponden a PREservation Metadata Implementation Strategies. El nombre proviene de un grupo de trabajo internacional, patrocinado por OCLC (Online Computer Library Center) y RLG (Research Libraries Group), que elaboró un informe designado PREMIS data dictionary for preservation metadata: final report of the PREMIS working group (Diccionario de datos PREMIS de metadatos de preservación: informe final del grupo de trabajo PREMIS) donde se desarrolla un diccionario de datos con información sobre los metadatos de preservación. Además este grupo de trabajo publicó un esquema XML que permitía incorporar el diccionario de datos en sistemas de gestión de objetos digitales. Tras su disolución, se inició una labor de mantenimiento del diccionario de datos y de la difusión de su conocimiento bajo el patrocinio de la Library of Congress, que se encarga de mantener un esquema de representación de PREMIS en XML.
En marzo de 2008 se publicó una versión actualizada.  

## Historia
En el contexto de la gestión de la información el acceso al contenido informativo se ha visto modificado por la ingente cantidad de documentos digitales. Con la demanda de este tipo de documentos de texto electrónico, el acceso universal a éstos ha de ser posible, siendo también necesario el trabajo en la preservación a largo plazo para garantizar su disponibilidad en el tiempo. La Cornell University Library apunta que la preservación digital tiene como objetivo «mantener la capacidad de visualizar, recuperar y utilizar colecciones digitales frente a las infraestructuras y elementos tecnológicos y de organización que cambian con mucha rapidez».
La preservación digital no puede entenderse sin los metadatos de preservación, dado que son la medida para permitir el acceso a los documentos conservados y su gestión en el futuro. Los metadatos de preservación acogen la información necesaria para mantener en el tiempo la viabilidad, la representación y la comprensión de los recursos digitales.
En la preservación digital, el estándar de referencia es el modelo Open Archival Information System (OAIS), convertido en norma ISO 14721. El modelo identifica los componentes funcionales que deben integrar los sistemas de información dedicados a preservación digital, enmarcando sus interfaces internas y externas y los objetos de información almacenados en su interior. Presenta un nuevo enfoque sobre la función de los metadatos en la preservación y propone un esquema de información para los objetos digitales y los metadatos asociados.
El grupo de trabajo PREMIS fue creado para retomar la actividad de otro equipo de investigación, PMF (Preservation Metadata Framework), financiado por OCLC y RLG. Este grupo de trabajo tuvo el encargo de desarrollar un diccionario de datos de metadatos apoyándose en el informe base de PMF, A metadata framework to support the preservation of digital objects (Esquema de metadatos empleados en la preservación de objetos digitales) el cual hacía una propuesta de conjunto de metadatos. PREMIS estaba formado por profesionales del sector de la información, provenientes de cinco países diferentes, como bibliotecarios, archiveros y representantes de administraciones públicas y empresas.
PREMIS siguió el modelo de información de OAIS y, para conseguir definir metadatos con un mayor grado de detalle, recalcó la asignación de metadatos de preservación para la información de contenido y, además, la información de descripción de la información. La tarea concluyó en mayo de 2005 con la publicación de un informe titulado Data dictionary for preservation metadata: final report of the PREMIS working group (Diccionario de datos para metadatos de preservación: informe final del grupo de trabajo PREMIS). El más representativo de todos los recursos sobre metadatos de preservación ofertados fue el propio «diccionario de datos». Este diccionario de datos recibió el premio Digital Preservation Award en el 2005, auspiciado por los British Conservation Awards, y el Society of American Archivists Preservation Publication Award en el 2006. Antes de que el grupo se disolviera también se publicó un esquema XML para incorporar el diccionario en sistemas de gestión de objetos digitales. Tras estos acontecimientos, se desintegró el grupo de trabajo y la Library of Congress de Estados Unidos comenzó una actividad de mantenimiento. Desempeñó tareas para mantener el diccionario de datos y difundir su conocimiento, así como la creación de un comité editorial encargado de ampliar el diccionario, su esquema XML y la promoción de su uso.
Tras la publicación del diccionario de datos, durante 18 meses el comité editorial recopiló ideas y opiniones sobre expertos en preservación digital en relación con el diccionario para subsanar errores e implementar mejoras. Como resultado, en el año 2007, se publicó el Diccionario de datos PREMIS de metadatos de preservación, versión 2.0.

## Estrategia de metadatos PREMIS

### Diccionario de datos
El diccionario de datos PREMIS define un conjunto de unidades semánticas que deben contener los repositorios para alcanzar sus funciones de preservación. Estas funciones deben lograr que los objetos digitales permanezcan viables y puedan ser recuperables, así como que quede asegurado que los objetos no han sufrido alteraciones y que los cambios legítimos quedan documentados.

#### Unidades semánticas
Como se ha mencionado, PREMIS define unidades semánticas, no elementos de metadatos. Una unidad semántica es una pieza de información o conocimiento. Las unidades semánticas tienen los siguientes atributos:
- Nombre (name): es el indentificador de los componentes único. No está pensado para usarse en el funcionamiento interno.
- Componentes semánticos (semantic components): son las diferentes partes de la unidad semántica, sin valor por sí mismas.
- Definición (definition): es el significado de la unidad semántica.
- Fundamento (rationale): razones por las cuales la unidad semántica es necesaria.
- Límite de los datos (codificación): indica cómo debe codificarse la unidad semántica.
- Categoría del objeto (object category): señala si la unidad corresponde a una representación, un documento o una cadena de bits.
- Aplicabilidad (aplicability): indica a qué categoría de Objeto se aplica la unidad semántica.
- Ejemplos (examples): muestras de uso de la unidad semántica.
- Repetición (repeatability): indica si puede contener múltiples valores, es decir, la unidad semántica puede aparecer mostrando diferentes valores en más de una ocasión.
- Obligatoriedad (obligation): señala cuando se debe incluir un valor en la unidad semántica.
- Notas de creación o mantenimiento (creation/maintenance notes): contiene la explicación de cómo debe elaborarse y/o actualizarse la unidad semántica.
- Notas de uso (usage notes): facilita las aclaraciones sobre la unidad semántica.

Cuando se agrupa un conjunto de unidades semánticas adquieren la forma de contenedor. Algunos contenedores permiten el uso de metadatos codificados por esquemas externos y se conocen como contenedores de extensión.

### Modelo de datos
El grupo de trabajo desarrolló un sencillo modelo de datos para organizar las unidades semánticas definidas en el diccionario de datos. Cada unidad semántica es una propiedad de cada entidad. PREMIS define cinco tipos entidades:
Entidad Intelectual
Se define como «un conjunto de contenido que se considera como una sola unidad intelectual para los propósitos de gestión y descripción: por ejemplo, un libro, un mapa, una fotografía o una base de datos». El objeto estará asociado a entidad Intelectual a través de un identificador de dicha entidad en los metadatos de los objetos. En la versión 3.0 esta entidad está contenida en objeto.
Entidad Objeto
La entidad Objeto «contiene información acerca de un objeto digital custodiado en un repositorio y describe las características del objeto relevantes para la preservación». ObjectIdentifier es la única unidad semántica obligatoria que afecta a todas las categorías de objetos. 
Esta entidad a su vez se subdivide en otras tres:
1. Representación: conjunto de ficheros necesarios para recuperar completamente una entidad Intelectual
2. Fichero: se trata de una secuencia de bytes, con un nombre y orden, reconocida por un sistema operativo
3. Cadena de bits: pueden ser datos contiguos o no dentro de un fichero con propiedades comunes respecto a su preservación

La información que se puede registrar incluye:
- Identificador único del objeto (tipo y valor).
- Fijeza de la información, como la suma de verificación (mensaje cifrado) y su algoritmo utilizado para obtenerla.
- Tamaño del objeto.
- Formato del objeto, se puede especificar directamente o mediante un enlace a un registro de formatos.
- Nombre original del objeto.
- Información relativa a su creación.
- Información relativa a los inhibidores.
- Información acerca de sus propiedades significativas.
- Información relativa a su entorno.
- Dónde se almacena y cuál es su soporte.
- Información sobre la firma digital.
- Relación con otros objetos y otros tipos de entidades.

Entidad Acontecimientos
La entidad Acontecimientos «contiene información sobre una acción que afecta a una o a varias entidades Objeto». Las unidades semánticas obligatorias son: eventIdentifier, eventType, y eventDateTime. La información que puede registrar incluye:
- Identificador único del acontecimiento (tipo y valor).
- Tipo de acontecimiento (si se trata de una creación, una ingesta, una migración, etc.).
- Fecha y hora en la que sucedió el acontecimiento.
- Descripción detallada del acontecimiento completo.
- Resultado codificado del acontecimiento.
- Descripción más detallada de su resultado.
- Agentes implicados en el suceso del acontecimiento y cuáles fueron sus funciones.
- Objetos implicados en el acontecimiento y cuáles fueron sus funciones.

Entidad Agentes
La entidad Agentes proporciona «información acerca de los atributos o características de los agentes (personas, organizaciones o software) vinculados a los derechos de gestión y a los acontecimientos relativos a la preservación y al ciclo de vida de un objeto». La unidad semántica obligatoria es agentIdentier. El diccionario de datos incluye:
- Identificador único para el agente (tipo y valor).
- Nombre del agente.
- Designación del tipo de agente (si se trata de una persona, una organización, software).

Entidad Derechos
En la entidad Derechos se pueden describir declaraciones de derechos y permisos directamente relevantes para preservar los objetos. Las unidades semánticas a complementar son rightsStatement o rightsExtension. La información que puede quedar registrada alberga:
- Identificador único de la mención de derechos (tipo y valor).
- Si la base para exigir los derechos es el copyright, una licencia o una ley.
- Información más detallada acerca del estado del copyright, los términos de la licencia o la ley, en caso de que se aplique.
- La(s) acción(es) admitidas por la mención de derechos
- Cualquier restricción relativa a la(s) acción(es)
- Derechos concedidos o el período de tiempo durante el cual es aplicable la mención.
- El(los) objeto(s) aplicados a la mención.
- Los agentes comprometidos en la mención de derechos y sus funciones.

#### Relaciones entre entidades
Las relaciones del modelo de datos se representan mediante una flecha en los diagramas. Los Objetos se relacionan con: Entidades Intelectuales, Derechos, Acontecimientos y además consigo mismo. Las entidades Intelectuales sólo se relacionan con los Objetos. Los Derechos se relacionan con los Objetos y con los Agentes. Los Agentes se relacionan con los Derechos y los Acontecimientos. Por último, los Acontecimientos se relacionan con los Objetos y con los Agentes. Cada entidad posee su propio identificador que en la relación se usa como puntero. Es decir, si la relación se establece entre la entidad Objeto y las entidades Intelectuales y Acontecimientos, en las unidades semánticas se traducirán como: linkingIntellectualEntityIdentifier y linkingEventIdentifier.

#### Relaciones entre objetos
Entre los Objetos de un repositorio se pueden establecer tres tipos de relaciones:
1. Estructurales: relaciones entre las diferentes partes de los objetos.
2. De derivación: surgen como resultado de la duplicación o transformación de un Objeto. Su contenido será el mismo, pero habrá modificaciones en su representación. Un ejemplo de esta relación se daría cuando se migran ficheros.
3. De dependencia: se establece cuando un objeto precisa a otro para poder cumplir su función, poder ser representado o dar coherencia a su contenido.

### Uso de PREMIS
El modo de exportar e importar datos en los sistemas de preservación es el uso del formato XML. La actividad de mantenimiento de PREMIS proporciona un esquema XML para describir Objetos, Acontecimientos, Agentes y Derechos. Otros sistemas de preservación utilizan el estándar METS (Metadata Encodign for Trasmission Standard) como contenedor de XML para reunir diferentes metadatos. Utilizar PREMIS dentro de METS es una actividad que genera problemas ya que la información en ambos se divide en secciones diferentes. METS divide la información según el tipo de metadatos y PREMIS en entidades. Además, presentan solapamientos y se debe decidir si los elementos solapados se registran en las secciones de PREMIS, METS o de ambos. Desde 2009 se trabaja en iniciativas que mejoren la aplicación conjunta de PREMIS y METS.